# 身延山
身延山（みのぶさん）是位在日本山梨縣南巨摩郡身延町和早川町交界的山。標高1,153公尺。也是當地的日蓮宗總本山久遠寺的山號，常作為別名使用。

## 概要
山麓標高400m付近有日蓮宗的總本山「身延山久遠寺」，山頂也有據說是日蓮為追思父母而建立的奧之院思親閣。身延山周邊的鷹取山（1,036m）、七面山（1,982m）等山，也都是日蓮宗的修行場。
搭乘索道前往山頂約需七分鐘左右。山頂有奧之院與三座展望台，東及南側展望台可眺望富士山，天候良好時最遠可至駿河灣、伊豆半島。3月中旬與10月上旬，可見日出從富士山山頂升起的鑽石富士，吸引許多民眾來訪。北側展望台則可眺望南阿爾卑斯與甲府盆地、七面山及早川町。
山腰除了雜木林，還有種植杉林。周邊可見『甲州盆歌』提及的南天竹，山頂則有豬牙花生長。動物有以「佛法僧（ブッポウソウ）」叫聲為特色的普通角鸮、日本髭羚、野豬、亞洲黑熊等。

## 身延山索道
身延山索道連結身延山的山麓和山頂。山麓的久遠寺車站和山頂的奧之院車站之間的斜長1,665m，其標高差763m，是關東第一。

## 交通
- 身延線身延站搭乘路線巴士（山梨交通）、計程車
- 中央高速巴士（日语：中央高速バス）：新宿〜身延線
- 國道52號
- 中部橫斷自動車道身延山交流道（日语：身延山インターチェンジ）（預定2021年開通）

## 脚注
1. 1 2  身延山ロープウェイ40年ぶりの新型パノラマビューゴンドラ導入 （页面存档备份，存于） 身延登山鉄道、2021年2月15日閲覧。
2. ↑  . 産経新聞. 2021-01-20  [2021-01-20]. （原始内容存档于2021-01-23）.

## 關連項目
- 身延山大學
- 身延山高等學校

## 外部連結
- 身延山久遠寺 （页面存档备份，存于）
- 身延山索道 （页面存档备份，存于）